# Tamseuxoa mendosica
Tamseuxoa mendosica là một loài bướm đêm trong họ Noctuidae.